# Khmer Issarak

Bandeira do Khmer Issarak, mais tarde usada como bandeira nacional da Kampuchea Democrático.

Khmer Issarak (em quemer:  ខ្មែរឥស្សរៈ; literalmente Mestres Khmers, também traduzível como Khmers emancipados, Khmers independentes ou Khmers livres) foi um movimento independentista cambojano antifrancês e anticolonial "fracamente estruturado", por vezes rotulado como “amorfo”.  O Issarak foi formado por volta de 1945 e era composto por várias facções, cada uma com seu próprio líder.  A maioria das facções do movimento lutou ativamente entre o fim da Segunda Guerra Mundial em 1945 e a independência do Camboja em 1953. Os objetivos iniciais do Khmer Issarak eram lutar contra os franceses para obter a independência. Mais tarde, derrubar o governo cambojano tornou-se a agenda de algumas facções do Issarak.   Embora o termo "Issarak" originalmente se referia a grupos que não eram comunistas, no início dda década de 1950 os guerrilheiros próximos ao Việt Minh se autodenominavam Issaraks com o objetivo de unificar outras forças não comunistas. 